# I bambini fanno "ooh..." la storia continua...
I bambini fanno "ooh..." la storia continua... è il secondo album del cantautore Povia, pubblicato nel 2006.
Contiene tutti i pezzi del primo album Evviva i pazzi e alcuni inediti, come Vorrei avere il becco, canzone con la quale ha vinto il Festival di Sanremo 2006.

## Tracce
Testi e musiche di Povia, eccetto dove indicato.
1. È vero – 3:26 (G. Bigazzi, Povia)
2. I bambini fanno "ooh..." – 3:35 (Povia)
3. Chi ha peccato – 3:04 (Povia)
4. Ecco cosa c'è – 2:46 (Povia)
5. Non è il momento – 3:10 (Povia)
6. Fiori – 3:04 (Povia)
7. Mia sorella – 3:39 (G. Bigazzi, Povia)
8. Il sesso e l'amore – 2:45 (Povia)
9. Triste – 2:27 (Povia)
10. Spettinata – 3:12 (Povia)
11. Vorrei avere il becco – 2:56 (Povia)
12. Irrequieta – 3:09 (Povia)
13. T'insegnerò – 3:06 (Povia)
14. Zanzare – 2:56 (Povia)
15. Barbalunga – 3:28 (Povia)
16. Ma tu sei scemo – 2:56 (Povia)
17. Cuando los niños hacen "ooh..." – 3:35 (Povia)
18. Intanto tu non mi cambi – 4:18 (Povia)

## Formazione
- Povia – voce, cori, chitarra acustica
- Francesco Musacco -Produttore artistico , tastiere , drums e programmazioni
- Fabio Cerqueti – chitarra acustica, chitarra elettrica
- Simone Cristicchi – chitarra acustica
- Massimo Fumanti – chitarra acustica, chitarra elettrica
- Andrea Rosatelli – basso
- Angelo Anastasio – chitarra elettrica, chitarra acustica
- Olen Cesari – violino

## Classifiche
| Classifica (2006) | Posizione massima |
| ----------------- | ----------------- |
| Italia            | 9                 |